# Oliver Kreuzer
Oliver Emil Kreuzer (* 13. November 1965 in Mannheim) ist ein deutscher Fußball-Funktionär und ehemaliger -Spieler.
In der Bundesliga spielte der Verteidiger für den Karlsruher SC und den FC Bayern München, mit dem er 1994 und 1997 die deutsche Meisterschaft sowie 1996 den UEFA-Pokal gewann. Danach beendete er seine Spielerlaufbahn in der Schweiz beim FC Basel, mit dem er 2002 die Schweizer Meisterschaft und den Pokal errang.
Anschließend übernahm er Funktionärsrollen als Teammanager und Sportchef bei Vereinen in der Schweiz, Österreich und Deutschland. Der FC Basel wurde dabei unter seiner Mitwirkung zweimal Meister und einmal Pokalsieger, der FC Red Bull Salzburg einmal Meister und SK Sturm Graz einmal Meister und Pokalsieger. Nach Stationen beim Karlsruher SC und dem Hamburger SV war er bis Juni 2016 beim TSV 1860 München angestellt, seit November 2016 war er – zum zweiten Mal – Sportdirektor beim Karlsruher SC. Am 1. April 2023 wurde Kreuzer beim Karlsruher SC als Sportgeschäftsführer abberufen.

## Karriere als Spieler

### Verein
Oliver Kreuzer wurde am 13. November 1965 als Sohn von Manfred und Ursula Kreuzer in Mannheim geboren. Aus der Jugend der SpVgg 06 Ketsch hervorgegangen, für die auch schon Uli Stielike und – nach Kreuzer – Jochen Kientz gespielt hatten, wurde Kreuzer 1985 vom Zweitligisten Karlsruher SC verpflichtet. Am 22. Februar 1986 (25. Spieltag) debütierte er 86 Minuten lang beim 1:1 im Auswärtsspiel gegen SG Wattenscheid 09, bevor er für Michael Harforth ausgewechselt wurde. In seiner ersten Saison zunächst 13-mal eingesetzt, kam er in der Folgesaison unter Trainer Winfried Schäfer in 37 von 38 Spielen zum Einsatz, erzielte mit dem 2:0 zur Halbzeit am 23. August 1986 (5. Spieltag) im Spiel beim SSV Ulm 1846 sein erstes Tor und den Endstand. Am Ende der Saison stieg er mit der Mannschaft in die Bundesliga auf. In dieser spielte er von 1987 bis 1991 132-mal für die Badener und erzielte sechs Tore, sein erstes am 26. September 1987 (10. Spieltag) beim 1:1 im Heimspiel gegen Bayer 04 Leverkusen.

#### FC Bayern München
Danach wechselte Kreuzer – wie in jenen Jahren unter anderem auch Mehmet Scholl und Torwart Oliver Kahn – vom KSC zum FC Bayern München. Mit den Bayern wurde er in seiner ersten Saison Zehnter in der Bundesliga, was die schlechteste Platzierung des Vereins seit 1978 darstellte. Dabei arbeitete er unter den Trainern Jupp Heynckes, Søren Lerby und Erich Ribbeck. Nach einer Vizemeisterschaft gewann er mit den Bayern 1994, wo in der Winterpause Trainer Ribbeck von Franz Beckenbauer abgelöst wurde, seinen ersten Meistertitel. In der Folgesaison wurden die Bayern unter Trainer Giovanni Trapattoni Sechste. Unter dessen Nachfolger Otto Rehhagel, der gegen Saisonende von und durch Vereinspräsident Franz Beckenbauer abgelöst wurde, folgte eine erneute Vizemeisterschaft und der Gewinn des UEFA-Pokals in Finalspielen gegen Girondins Bordeaux, bei denen unter anderem der spätere Weltfußballer Zinedine Zidane mitwirkte. Unter dem wieder nach München zurückgekehrten Trainer Giovanni Trapattoni gewann Kreuzer 1996/97 seine zweite deutsche Meisterschaft.
Am 22. Spieltag ging seine Bundesligakarriere in der 45. Minute bei einer 0:2-Niederlage bei Arminia Bielefeld zu Ende – nach 282 Spielen mit 14 Toren, davon 150 Spiele für den FC Bayern mit acht Toren. Beim FC Bayern zählten zu seinen prominentesten Mitspielern der Rekordnationalspieler Lothar Matthäus, Mehmet Scholl, Mario Basler, Jürgen Klinsmann, Thomas Helmer, Oliver Kahn und der brasilianische Weltmeister Jorginho.

#### FC Basel
Im Sommer 1997 wechselte Kreuzer in die Schweiz zum Erstligisten FC Basel, für den er bis zur Winterpause der Saison 2001/02 spielte. Sein letztes Ligaspiel war ein 5:1-Heimerfolg am 27. Oktober 2001 gegen Xamax Neuchâtel. Am Ende der Saison gewann die von Christian Gross trainierte Mannschaft den ersten Meistertitel seit 22 Jahren und durch einen 2:1-Finalsieg nach Verlängerung im heimischen St. Jakob-Park gegen den Grasshopper-Club Zürich auch den ersten Pokalgewinn seit 1975. In der Mannschaft ragten insbesondere Murat Yakin, Nationaltorwart Pascal Zuberbühler und der Argentinier Christian Giménez als Torjäger heraus.

### Nationalmannschaft (Jugend und U21)
Sein Debüt im Nationaltrikot gab Kreuzer am 12. März 1982 in Regensburg beim 1:1 der U16-Nationalmannschaft im Spiel gegen die U16-Auswahl der Tschechoslowakei, gegen die er auch zwei Tage später in Passau (0:0) spielte. Für die U18-Nationalmannschaft spielte Kreuzer viermal, erstmals am 13. Oktober 1982 in Homburg beim 3:0-Sieg über Belgien, zuletzt am 10. April 1984 in Kufstein beim 1:0-Sieg über Österreich. Sein einziges Tor erzielte er am 4. Mai 1983 in Schaffhausen beim 5:2-Sieg über die Schweiz.
Am 9. September 1986 debütierte Kreuzer für die U21-Nationalmannschaft in Glasgow bei der 0:1-Niederlage gegen Schottland. 1987 spielte er gegen England, Dänemark, Luxemburg, die Niederlande und Bulgarien. 1988 nicht berufen, absolvierte er am 30. Mai 1989 in Reykjavík im Qualifikationsspiel zur Europameisterschaft beim 1:1 gegen Island sein letztes Länderspiel. Davor hatte er kurzfristig zur Olympiaauswahl gehört und für diese am 30. August 1988 bei einem Vorbereitungsspiel in Siegen beim 2:1-Sieg über die Auswahl Nigerias sein einziges Spiel bestritten, wurde jedoch nicht in den Kader für die Olympischen Spiele berufen. Im September 1992 wurde Kreuzer von Bundestrainer Berti Vogts zu einem Sichtungslehrgang der Nationalmannschaft in der Sportschule Wedau eingeladen. Zu einem Einsatz in der Nationalelf kam es jedoch nicht.

## Karriere als Teammanager/Sportdirektor

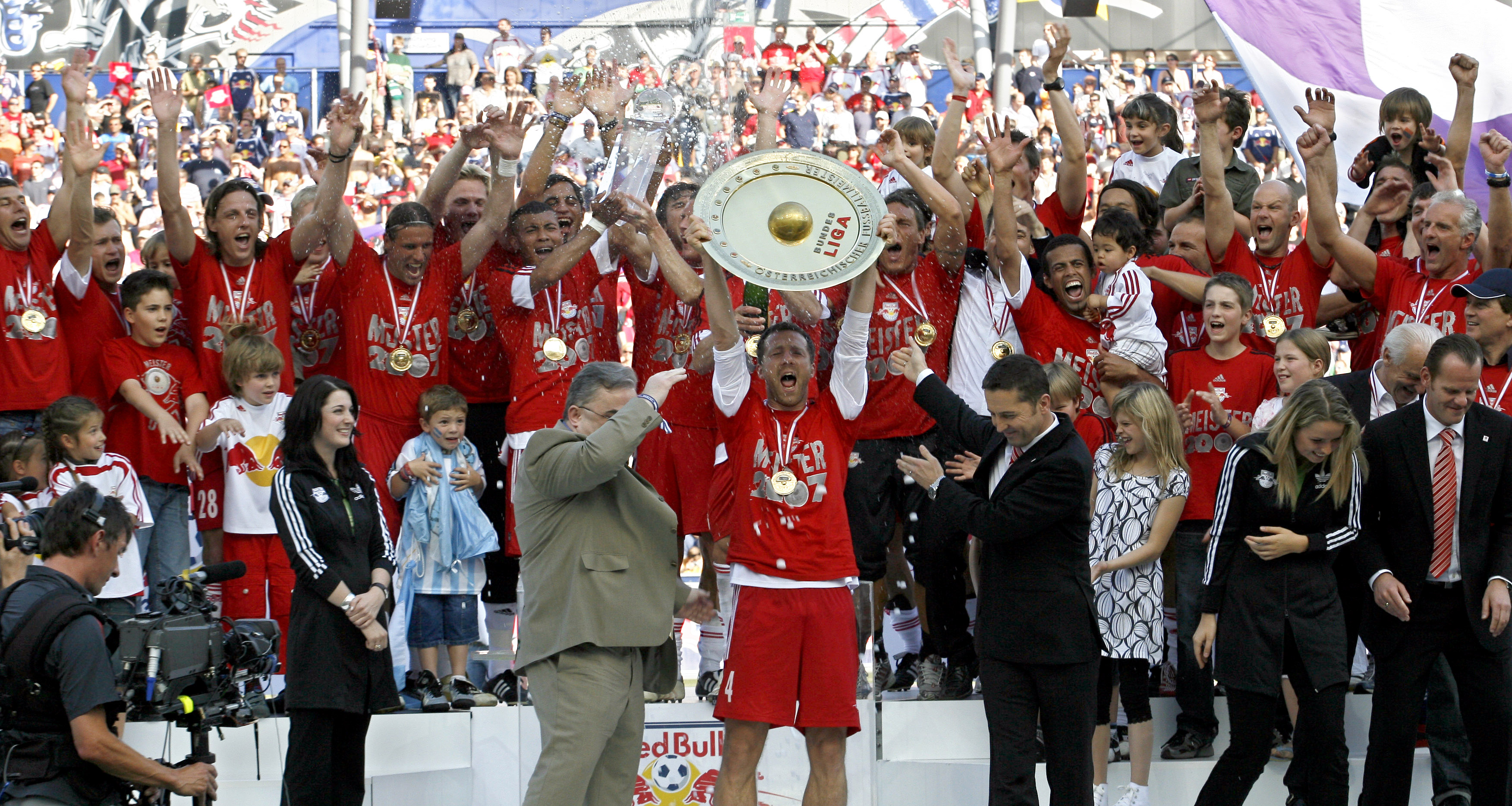
Red Bull Salzburg: Meister 2007

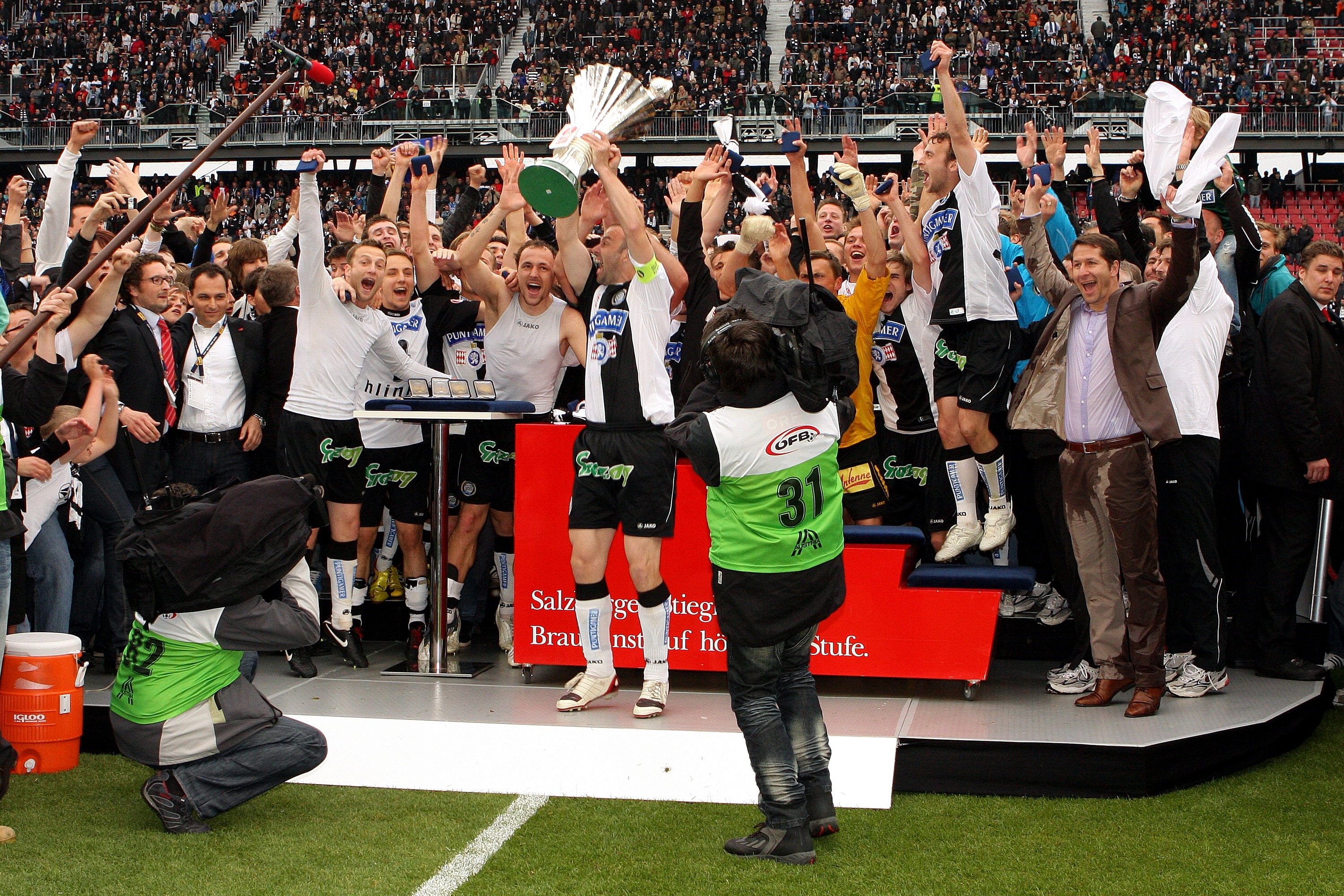
Sturm Graz: Cupsieger 2010

### FC Basel
Nach Ende seiner Spielerkarriere blieb Kreuzer beim FC Basel und fungierte ab Januar 2002 gemeinsam mit Vereinsfaktotum Gusti Nussbaumer als Teammanager. Im Verlauf der Zeit kam es zwischen Kreuzer, Trainer Christian Gross und Gigi Oeri, der Verwaltungsrätin und Blonden Eminenz des Vereins, zu Reibungen. Der 2005 ausgelaufene Vertrag Kreuzers wurde nicht verlängert. In seine Zeit als Teammanager fallen der Gewinn des Cup von 2003 sowie die Meisterschaften von 2004 und 2005.

### RB Salzburg
Am 1. Oktober 2006 trat er den Posten als Sportdirektor beim FC Red Bull Salzburg an, wo er auf drei vormalige Weggefährten aus seiner Zeit beim FC Bayern traf: Giovanni Trapattoni und Lothar Matthäus fungierten als Trainergespann, während Ex-Nationalspieler Alexander Zickler stürmte und Fußballer des Jahres wurde. Nach dem Gewinn der österreichischen Meisterschaft 2007 wurde Kreuzer im September des Jahres beurlaubt.

### Sturm Graz
Von August 2008 bis Mai 2011 war Kreuzer Sportdirektor des österreichischen Bundesligisten SK Sturm Graz. Mit dem Trainer Franco Foda wurde die Mannschaft mit einem 1:0-Finalsieg über SC Wiener Neustadt 2010 Cupsieger und 2011 mit drei Punkten Vorsprung vor Red Bull Salzburg Österreichischer Meister.

### Karlsruher SC
Am 27. Mai 2011 unterschrieb Kreuzer einen Dreijahresvertrag als Sportlicher Leiter beim Karlsruher SC, der gerade die Saison in der 2. Bundesligasaison als 15. knapp über den Abstiegsrängen abgeschlossen hatte. In Kreuzers erster Spielzeit wechselte der KSC zweimal den Trainer – von Rainer Scharinger über Jørn Andersen, 1990 erster ausländischer Torschützenkönig der Bundesliga, zu Markus Kauczinski – kam nicht über den 16. Platz hinaus und musste in Relegationsspiele gegen den SSV Jahn Regensburg. Nach Ergebnissen von 1:1 und 2:2 musste der KSC aufgrund der Auswärtstor-Regel in die 3. Liga absteigen. In der Folgesaison gelang unter dem beibehaltenen Trainer Kauczinski der unmittelbare Wiederaufstieg als Drittligameister.

### Hamburger SV
Im Juni 2013 einigte er sich mit dem Hamburger SV, der die Bundesligasaison 2012/13 als Siebter abschloss, für die nächsten drei Jahre als Nachfolger des Dänen Frank Arnesen als Sportvorstand zu wirken. „Rein sportlich gesehen ist der HSV meine bedeutendste Station als Manager. Mir war von Anfang an klar, dass ich diese Chance ergreifen und nutzen will“, meinte er.
Die Saison 2013/14 verlief für den HSV unbefriedigend. Nach Trainerwechseln von Thorsten Fink über Bert van Marwijk, der 2010 mit den Niederlanden noch Vizeweltmeister geworden war, zu Mirko Slomka wurde der Verein 16ter und musste in Relegationsspiele gegen den Zweitligadritten SpVgg Greuther Fürth. Nach Ergebnissen von 0:0 und 1:1 hielt man die Klasse aufgrund der Auswärtstorregel.
Am 14. Juli 2014 stellte ihn der HSV von seinen Aufgaben frei. Am 10. Oktober 2014 wandelte der Hamburger SV die Trennung in eine fristlose Entlassung um. Der Verein warf ihm vor, nach der Trennung in Zeitungs- und TV-Interviews „wiederholt gegen ihm obliegende Loyalitätspflichten“ verstoßen zu haben. Dieser Vorwurf wurde später nach einer außergerichtlichen Einigung zurückgenommen und Kreuzer erhielt 800.000 Euro Abfindung. Die Saison 2014–15 verlief für den Hamburger SV unter Kreuzers Nachfolger Peter Knäbel, der unter dem Titel „Direktor Profifußball“ amtierte, sehr ähnlich wie das Jahr zuvor.

### 1860 München
Kreuzer wurde vom 5. November 2015 als Nachfolger von Necat Aygün – der als Interimslösung nach dem Rücktritt des umstrittenen Gerhard Poschner fungierte – Sportchef beim abstiegsgefährdeten Zweitligisten TSV 1860 München. Von Kreuzer in der Winterpause initiierte Transfers wurden als mitentscheidend für den Klassenerhalt angesehen. Am 22. Juni 2016 wurde die einvernehmliche Trennung von Kreuzer und dem TSV 1860 München bekanntgegeben. Der Verein wollte damit nach einer Umstrukturierung in der Vereinsführung Platz für den vom selbst knapp dem Abstieg entronnenen Erstligisten SV Werder Bremen kommenden Thomas Eichin machen.

### Karlsruher SC
Kreuzer kehrte zum 1. Dezember 2016 als Nachfolger des freigestellten Sportdirektors Jens Todt zurück zum Karlsruher SC. In seinem ersten Halbjahr stieg er mit dem Klub direkt wieder ab, in der dritten Liga angekommen, scheiterte der KSC 2017/18 in der Aufstiegs Relegation an Erzgebirge Aue. Ein Jahr später war es schließlich so weit, der KSC schaffte den Aufstieg in die zweite Bundesliga 2019. Anfang April 2023 wurde er von seinen Aufgaben als Geschäftsführer Sport entbunden.

## Sonstiges
Oliver Kreuzer hat aus erster Ehe zwei Söhne. Niklas (* 1993) gelang 2016 mit Dynamo Dresden der Aufstieg von der Dritten Liga in die 2. Bundesliga und kam auch auf Berufungen in deutsche Jugendnationalmannschaften. Tim Kreuzer (* 1. März 1997) war in derselben Zeit, nachdem er vormals in der Jugend des FC Basel gespielt hatte, in der fünftklassigen Oberliga Hamburg beim SC Victoria Hamburg Verteidiger.

## Erfolge
Spieler
- UEFA-Pokal-Sieger: 1996
- Deutscher Meister: 1994, 1997
- Schweizer Meister 2002
- Schweizer Cupsieger: 2002

Funktionär
- Schweizer Meister: 2004, 2005
- Schweizer Cupsieger: 2003
- Österreichischer Meister: 2007, 2011
- Österreichischer Cupsieger: 2010